# Menip d'Òreos
Menip (grec antic: Μένιππος, llatí: Menippus) fou un tirà d'Òreos, a Eubea, del segle iv aC.
Va prendre el poder juntament amb Filístides i contra Eufreu amb el suport de Filip II de Macedònia. Menip i Filístides van ser foragitats al cap d'un temps del poder a la ciutat d'Òreos per una força enviada pels atenesos, dirigits per Foció l'any 341 aC.